# Château de Landshut
Pour les articles homonymes, voir Landshut (homonymie).
Le château de Landshut est un château fort situé au nord de la commune de Utzenstorf dans le canton de Berne (Suisse). Il est le seul château du canton qui soit entouré de douves.
Le château, construit dans la seconde moitié du XIIe siècle, est d'abord la résidence des seigneurs d'Uzansdorf (1175-1323) et se trouve agrandi par les comtes de Kibourg au XIIIe siècle. Désigné pour la première fois en 1253 sous le nom de Landeshuothe, il est alors le centre du bailliage d'Utzenstorf. Détruit par les Bernois et les Soleurois durant la guerre de Gümmenen en 1332, le château est reconstruit par la suite.
Ludwig von Diesbach, qui acquiert la seigneurie en 1479, la revend à Berne en deux fois (1510 et 1514). Le château est ensuite reconstruit sur ses anciennes fondations en 1624-1630. Le bailliage, supprimé en 1798, est intégré au district de Berthoud puis au bailliage de Fraubrunnen en 1803.
Vendu par Berne à Niklaus Rudolf von Wattenwyl en 1812, qui le transforme en maison de campagne, il passe par la suite en possession de divers propriétaires. En 1925, les Rütimeyer le rachètent avant de le céder en 1958 au canton de Berne qui le fait rénover. 
Le château, constitué en fondation depuis 1988, abrite le Musée suisse de la faune et de la chasse.